# 1000 km Buenos Airesa
1000 km Buenos Airesa je bila vsakoletna vzdržljivostna avtomobilistična dirka, ki je s presledki potekala med letoma 1954 in 1972 v argentinskem mestu Buenos Aires in je bila razen leta 1970 del Svetovnega prvenstva športnih dirkalnikov.

## Zmagovalci
Roza ozadje označuje dirke, ki niso štele za Svetovno prvenstvo športnih dirkalnikov.
| Leto | Dirkača (-i)                                   | Moštvo                    | Dirkalnik                           | Čas         | Dirkališče          | Poročilo |
| ---- | ---------------------------------------------- | ------------------------- | ----------------------------------- | ----------- | ------------------- | -------- |
| 1954 | Giuseppe Farina Umberto Maglioli               | Scuderia Ferrari          | Ferrari 375 Plus Pininfarina Spyder | 6:41:50.800 | 9.5 km              | Poročilo |
| 1955 | Enrique Saenz Valiente José-Maria Ibanez       | Brez imena                | Ferrari 375 Plus                    | 6:35:15.400 | 17.1 km             | Poročilo |
| 1956 | Stirling Moss Carlos Menditéguy                | Officine Alfieri Maserati | Maserati 300S                       | 6:29:37.900 | 9.5 km              | Poročilo |
| 1957 | Masten Gregory Eugenio Castellotti Luigi Musso | Scuderia Temple Buell     | Ferrari 290MM Spider                | 6:10:29.900 | 10.2 km (Costanera) | Poročilo |
| 1958 | Peter Collins Phil Hill                        | Scuderia Ferrari          | Ferrari 250 TR58                    | 6:19:55.400 | 9.5 km              | Poročilo |
| 1960 | Phil Hill Cliff Allison                        | Scuderia Ferrari          | Ferrari 250 TR59/60 Fantuzzi Spider | 6:17:12.100 | 9.5 km              | Poročilo |
| 1970 | Henri Pescarolo Jean-Pierre Beltoise           | Equipe Matra              | Matra-Simca MS630/650               |             | 6.1 km              | Poročilo |
| 1971 | Derek Bell Jo Siffert                          | J.W. Automotive           | Porsche 917K                        | 5:25:25.940 | 6.1 km              | Poročilo |
| 1972 | Ronnie Peterson Tim Schenken                   | SpA Ferrari SEFAC         | Ferrari 312PB                       | 5:45:58.220 | 6.0 km              | Poročilo |